# Goyenia multidentata
Goyenia multidentata är en spindelart som beskrevs av Forster 1970. Goyenia multidentata ingår i släktet Goyenia och familjen Desidae. Inga underarter finns listade i Catalogue of Life.